# 사블섬

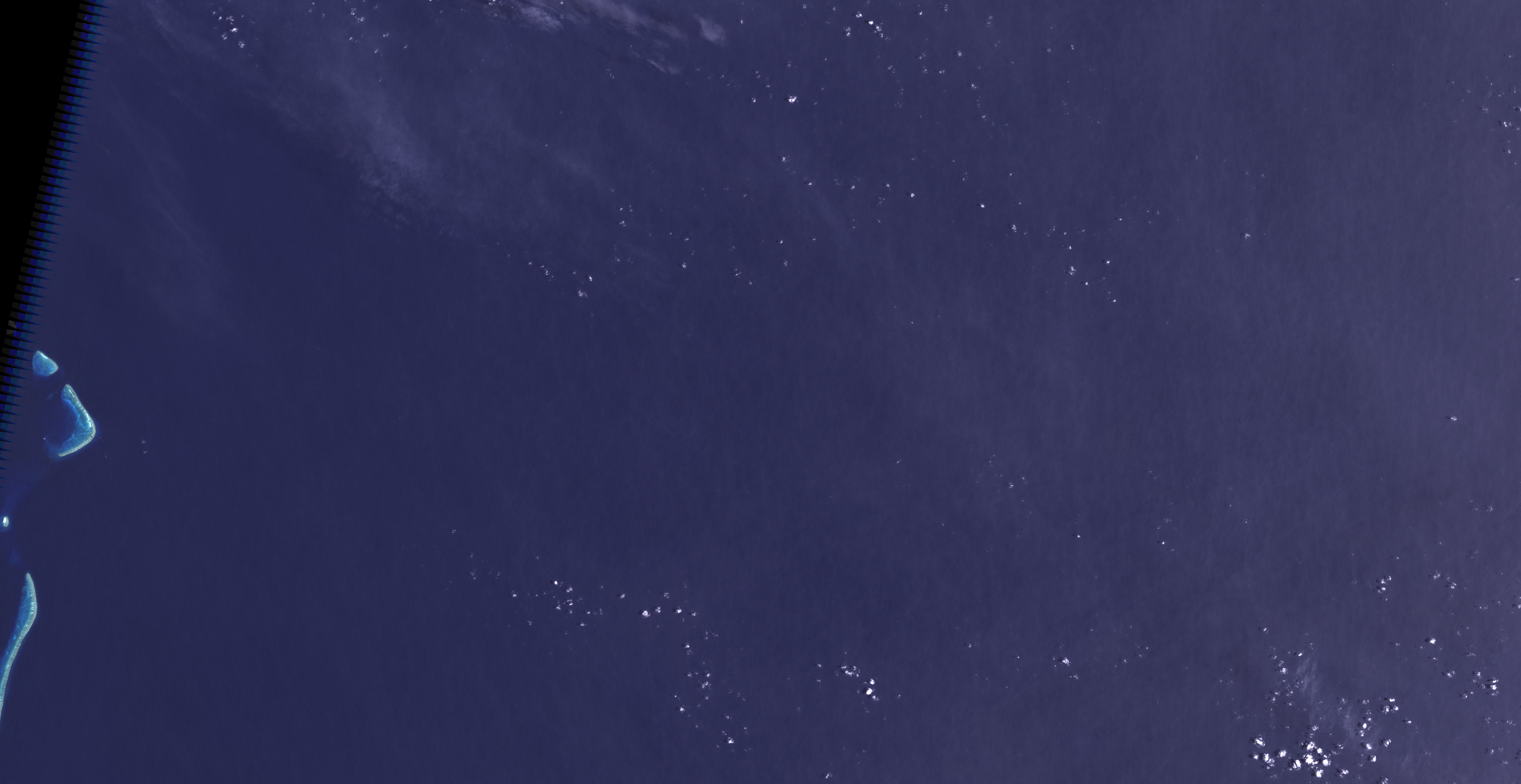
사블섬이 있어야 할 자리의 랜드샛 위성사진.

사블섬(프랑스어: Île de Sable)은 산호해 동쪽에 있는 프랑스의 식민지 누벨칼레도니에 있었다고 알려져 있었지만 알고 보니 없었던 섬이다.
이 섬은 18세기부터 여러 지도나 해도에 그려져 있었다. 2012년 12월 오스트레일리아의 측량선 RV 서던서베이어 호가 이 섬이 있어야 할 자리를 지나갔는데 섬이 없다는 것을 알아내고 "발견 취소(undiscovered)"되면서 유명해졌다. 이 때 비존재함이 알려지고 지도에서 삭제되기 전까지 내셔널 지오그래픽 협회나 구글 지도를 비롯한 여러 저명한 지도에 버젓이 올라와 있었다.

## 같이 보기
- 베르메하섬
- 리스톤부르